# شاویانگ
شاویانگ (به لاتین: Shaoyang) یک شهر مرکزی در جمهوری خلق چین است که در هونان واقع شده‌است. شاویانگ ۲۰٬۸۲۹٫۶۳ کیلومتر مربع مساحت و ۷٬۰۷۱٬۷۴۱ نفر جمعیت دارد.